# 지촌초등학교 지암분교
지촌초등학교 지암분교는 대한민국 강원특별자치도 춘천시에 있는 초등학교이다.

## 학교 연혁
- 1940.03.30 지촌심상소학교 부설 지암간이학교 설립
- 1941.01.01 지촌공립학교 부설 간이학교 개교
- 1946.04.15 송화국민학교 분교장 인가
- 1948.08.01 지암국민학교 승격
- 1993.03.01 지촌국민학교 지암분교장 격하
- 2009.03.02 지암분교 병설유치원 개원
- 2009.03.02 지암분교 특수학급 설치
- 2009.09.01 지촌초등학교 박상준 교장선생님 부임
- 2009.11.01 지암분교 급식실 신축
- 2010.07.01 지암분교 도서실 리모델링
- 2012.04.03 지암분교 돌봄교실 리모델링
- 2012.09.19 지암분교 놀이시설 신축
- 2022.01.27 이영희 교장선생님 부임